# Schrottimmobilie
Als Schrottimmobilie wird umgangssprachlich eine Immobilie mit nicht vorhandenem Geldwert und fehlender Verwertungsmöglichkeit bezeichnet.

## Begriff
In der Rechtssprache wird der Begriff als Schlagwort in Zusammenhang mit dem Erwerb von Beteiligungen an Immobilienfonds im Zuge des steuerlich subventionierten Baubooms in Ost- und West-Deutschland nach der Wiedervereinigung verwendet. Eine breite Schicht von Anlegern wurde damals für den Kauf von kreditfinanzierten Anteilen an Immobilienfonds gewonnen. Oft wurden von den Vermittlern unrealistisch hohe Wachstumsraten versprochen. Die zu dieser Zeit verbreitete Wachstumseuphorie resultierte überwiegend aus der Vorstellung, die von einem unaufhörlichen Boom nach der Wiedervereinigung ausging. Die Hoffnungen auf schnelle Gewinne aus dem Erwerb erfüllten sich nicht immer; der erhoffte Boom dauerte tatsächlich nur wenige Jahre, so dass schließlich Klagen auf der Rückabwicklung derartiger Immobilienfonds-Geschäfte die Gerichte beschäftigten.
Der Bundesgerichtshof hat mehrere Entscheidungen erlassen, die unter der Bezeichnung „Schrottimmobilien“ geführt werden. In den Entscheidungen ging es nicht um die Qualität der Immobilie oder die Qualität der Baumaßnahmen bei der Sanierung an der Immobilie, sondern zunächst um die Beteiligung an einem Immobilienfonds und die Fragen des Widerrufsrechts nach dem Haustürwiderrufsgesetz (HWiG) sowie der wirksamen Vertretung durch einen Treuhänder bei dem Abschluss dieser Verträge.
Geltend gemacht wurde dort seitens der Anleger, sie seien arglistig getäuscht worden und die Vermittler hätten über die Rentabilität und die Wiederverkaufsmöglichkeiten der Fondsbeteiligungen vorsätzlich falsche Angaben gemacht.
Unter den Begriff fallen zudem kombinierte Verträge, in denen Anlegern durch einen Strukturvertrieb vermietete Eigentumswohnungen, die oftmals aus Beständen von Wohnungsbaugesellschaften stammten und deren Sozialbindung abgelaufen war, zusammen mit einer Bankfinanzierung angeboten wurden. Die Wohnungen waren häufig sanierungsbedürftig und nur schwer vermietbar. Durch die Einschaltung eines Strukturvertriebs erhöhte sich der Kaufpreis zudem erheblich durch eine Vielzahl von Innenprovisionen gegenüber dem tatsächlich angemessenen Kaufpreis. Die Käufer, die oftmals nur geringe Einkünfte besaßen, wurden dabei vielfach mit der Aussicht auf Steuerersparnisse und eine zusätzliche Altersversorgung geworben.

## Sachverhalt
Das Steuersparmodell sah vor, durch Verlusterwirtschaftung in anderen Bereichen neben dem eigentlichen Lohn, diesen Verlust mit den eigentlichen Einnahmen zu verrechnen und so die Steuerlast zu mindern. Anfang der 1990er Jahre kam die Immobilienbranche auf die Idee, Immobilienanlagen in breiteren Kreisen der Gesellschaft – also auch bei „kleinen Leuten“ – zu vermarkten. Über 300.000 Anleger investierten in derartige Steuersparmodelle und kauften überteuerte Immobilien. Die Finanzierung wurde von großen deutschen Banken – darunter der Deutsche Bausparkasse Badenia und der heutigen HypoVereinsbank sowie örtlichen Volks- und Raiffeisenbanken – übernommen, selbst dann, wenn die Anleger über kein Eigenkapital verfügten. Sowohl der Immobilienerwerb, als auch die Kreditaufnahme wurden oft von Strukturvertrieben vermittelt, die die Anleger zu Hause aufsuchten und zu dem Koppelgeschäft überredeten.
Die Vermittler dieser Geschäfte gaben in der Regel an, die Immobilie würde sich allein durch Steuervorteile und Mieteinnahmen rechnen. Die Rechnung ging jedoch regelmäßig nicht auf; die Mieteinnahmen blieben weit unter der Garantie, und die Steuerrückzahlungen reichten nicht aus, um das Darlehen zu bedienen.
Die Bezeichnung „Schrottimmobilien“ hat sich eingebürgert, weil diese Immobilien nicht das einbringen, was die Vermittler zunächst versprachen. Obwohl der Begriff eher umgangssprachlich anmutet, hat er auch Eingang in die obergerichtliche Rechtsprechung gefunden. Der Begriff ist nicht optisch definiert, sondern entspringt dem wesentlich geringeren Wert der Immobilie zum Zeitpunkt des Erwerbs gegenüber dem geleisteten Kaufpreis. Verkäufe von Schrottimmobilien wurden manchmal von Mitternachtsnotaren beurkundet; diese werden so genannt, weil sie Geschäfte mit unerfahrenen Käufern, die unter Zeitdruck gesetzt wurden, auch zu ungewöhnlichen Zeiten beurkunden. Nach Vorwürfen in diese Richtung bat der Berliner Senator für Justiz und Verbraucherschutz Michael Braun, ein Rechtsanwalt und Notar, im Jahre 2011 nach nur elf Tagen um Entlassung aus seinem Senatorenamt. Ermittlungen gegen ihn wurden allerdings eingestellt.

## Warnsignale
Unterschiedliche Rechtsanwälte geben übereinstimmende Warnsignale bei Verkaufsanbahnungen von Schrottimmobilien an:
- Angebot eines „Rundum-sorglos-Pakets“
- Beratungsgespräch außerhalb des eigentlichen Kaufobjekts
- Finanzierung wird vom Verkäufer angeboten
- bestehende Mietgarantie
- unaufgeforderte Anbahnung eines Verkaufsgesprächs

## Rechtsfragen
Schrottimmobilienfälle haben eine Reihe juristischer Fragen aufgeworfen, die von den Gerichten zunächst teilweise unterschiedlich beantwortet wurden. Der Europäische Gerichtshof (EuGH) und der Bundesgerichtshof haben die meisten Fragen inzwischen durch Grundsatzurteile geklärt.

### Interessenlage
Die Entwicklungen der Immobilienanlagen blieben häufig hinter den Erwartungen der Anleger oder hinter den Versprechungen der Vermittler zurück. Etwaige Schadensersatzansprüche gegen Verkäufer, Vermittler oder Mietgaranten erwiesen sich dazu vielfach als wirtschaftlich wertlos. Diese Schadensersatzschuldner waren entweder ohnehin vermögenslos oder – regelmäßig – als GmbH organisiert. Forderungen gegen diese ließen sich nach deren Insolvenz meist nicht realisieren.
Der einzige solvente Vertragspartner war danach die finanzierende Bank. Diese wollte ihre vertraglichen Ansprüche auf Zins und Tilgung erhalten und gegebenenfalls vollstrecken können sowie vom Schicksal der Immobilienanlage unbehelligt bleiben. Der Kreditnehmer war demgegenüber daran interessiert, sich von den Kreditverbindlichkeiten zu befreien, geleistete Zinsen und Tilgungen zurückzuerlangen und sich von der verlustreichen Immobilienanlage zu trennen.

### Widerrufbarkeit des Kreditvertrages nach dem Haustürwiderrufsgesetz (HWiG)
Im Anschluss an mehrere Urteile des Europäischen Gerichtshofs hat der Bundesgerichtshof seine Rechtsprechung zu Verbraucherkrediten bei dem Erwerb von Kapitalanlageimmobilien wiederholt korrigiert, um den Verbraucherschutz zu verbessern.

#### Anwendbarkeit und Voraussetzungen des HWiG
Nach früherem Recht konnten Verbraucher Verträge, zu denen sie in einer Haustürsituation verleitet worden waren, nach dem Haustürwiderrufsgesetz widerrufen; der Widerruf war auch noch lange nach Vertragsabschluss möglich, wenn eine ordnungsgemäße Belehrung über ihr Widerrufsrecht fehlte. Handelte es sich allerdings um Verbraucherkredite, erklärte sich das HWiG nach der vorherrschenden Meinung für unanwendbar; allein anwendbar sollte auf diese Verträge das Verbraucherkreditgesetz (VerbrKrG) sein. Das VerbrKrG regelte die Voraussetzungen eines Widerrufs, die vorzunehmende Belehrung, das Erlöschen des Widerrufsrechtes und die Rechtsfolgen eines Widerrufs anders als das HWiG; bestimmte Kredite (Realkredite) waren danach überhaupt nicht widerrufbar.
In der sogenannten Heininger-Entscheidung vom 13. Dezember 2001 hat der Europäische Gerichtshof die Unanwendbarkeit des HWiG auf Verbraucherkredite beanstandet. Nach der daraufhin geänderten Rechtsprechung kann ein Anleger einen Verbraucherkredit auch nach dem HWiG widerrufen, wenn er diesen als Haustürgeschäft geschlossen hat.
Dies galt in der Praxis allerdings nur mit erheblichen Einschränkungen. Hatte nämlich, wie in Schrottimmobilienfällen regelmäßig, ein Dritter, etwa ein Vertriebsmitarbeiter des Verkäufers, den Verbraucher in einer Haustürsituation auf den Kreditvertrag angesprochen, so bestand nach früherer Rechtsprechung das Widerrufsrecht des Verbrauchers gegenüber dem Kreditinstitut nur dann, wenn die Bank die Haustürsituation beim Verbraucher kannte oder hätte kennen müssen. Diese, auf der Gesetzesbegründung des Deutschen Bundestages beruhende Einschränkung hat der EuGH in der sogenannten Crailsheimer-Volksbank-Entscheidung vom 25. Oktober 2005 als richtlinienwidrig beanstandet. Der BGH hat sie daraufhin fallen gelassen. Nach richtlinienkonformer und vom Wortlaut des § 1 HWiG gedeckter Auslegung muss sich ein Vertragspartner, der nicht selbst die Vertragsverhandlungen führt, die in der Person des Verhandlungsführers objektiv bestehende Haustürsituation ohne weiteres zurechnen lassen.

#### Rechtsfolgen des Widerrufs
Die Folgen des Widerrufs richten sich danach, ob der Kreditvertrag mit dem Erwerbsvertrag für die Immobilie (Kauf, Fondsbeitritt) wirtschaftlich verbunden war. Waren beide Verträge wirtschaftlich getrennt, bleiben sie es auch nach Widerruf des Darlehens. Der Erwerbsvertrag bleibt in diesem Fall vom Widerruf des Darlehnsvertrages unberührt, das Darlehen wird nach HWiG rückabgewickelt.
Da bei einem Finanzierungsdarlehen nur Geld hin und her fließt, gilt das auch für dessen Rückgewähr: der Verbraucher muss dann die empfangene Valuta an die Bank zurückgewähren. Ein Anspruch auf Bearbeitungskosten und/oder ein Disagio steht der Bank nicht zu. Die überlassene Valuta hat der Verbraucher marktüblich zu verzinsen. Die Bank hat ihrerseits dem Verbraucher dessen auf das Darlehen erbrachten Zins- und Tilgungsleistungen zu erstatten. Daneben hat dieser gleichfalls einen Anspruch auf eine marktübliche Verzinsung der von ihm auf das Darlehen gezahlten, der Bank zur Nutzung zur Verfügung stehenden Raten.
Waren Kredit- und Erwerbsvertrag demgegenüber wirtschaftlich verbunden, so führt der Widerruf der Darlehensvertragserklärung gemäß § 1 HWiG auch zur Unwirksamkeit des finanzierten Geschäfts. Dem Darlehensgeber steht danach kein Anspruch aus § 3 HWiG gegen den Darlehensnehmer auf Rückzahlung des dem Partner des finanzierten Geschäfts zugeflossenen Darlehensbetrags zu, sondern ein unmittelbarer Bereicherungsanspruch gegen den Geschäftspartner des Darlehensnehmers. Dies hatte der BGH schon mit Urteil vom 17. September 1996 entschieden. Er hat seine Rechtsprechung nochmals bestätigt mit Urteil vom 25. April 2006: Wenn der nach § 1 Abs. 1 HWiG widerrufene Darlehensvertrag und der finanzierte Fondsbeitritt ein verbundenes Geschäft im Sinne von § 9 Abs. 1 VerbrKrG bilden, erfordert der Zweck der gesetzlichen Widerrufsregelung, dass dem Darlehensgeber nach Widerruf kein Zahlungsanspruch gegen den Darlehensnehmer zusteht. Die Rückabwicklung hat in diesem Falle unmittelbar zwischen dem Kreditgeber und dem Partner des finanzierten Geschäfts, d. h. mit dem Veräußerer der Immobilie zu erfolgen.
Der XI. Zivilsenat des BGH hat es zwar im Einzelfall unbeanstandet gelassen, dass das Kammergericht einen Kausalzusammenhang zwischen Abschluss Immobilienfonds und Kreditvertrag verneint hatte, weil zwischen Abschluss eines Immobilienfonds-Erwerbs und dem Abschluss des Kreditvertrag mehr als 3 Wochen verstrichen waren. Das Widerrufsrecht für den Kreditvertrag erlosch in diesem Fall trotz Fehlens einer Widerrufsklausel nach HWiG im Kreditvertrag, auch wenn der Erwerb des Immobilienfonds und die Beantragung des Kreditvertrags in einer Haustürsituation getätigt wurden. Die unterlassene Widerrufsbelehrung des Darlehenskunden nach dem HWiG kann danach keinen Schaden verursacht haben, wenn der Verbraucher den notariell beurkundeten Immobilienkaufvertrag vor dem Darlehensvertrag abgeschlossen hat. Dann hätte es, wie der BGH meint, der Verbraucher auch bei Belehrung über sein Recht zum Widerruf des Darlehensvertrages nicht vermeiden können, sich den Anlagerisiken auszusetzen. Allerdings hätte ein derartiges Widerrufsrecht nicht dazu führen können, dass sich ein Erwerber aus dem gesamten Vertragspaket (Immobilienerwerb und Darlehen) löst, sondern er wäre jedenfalls zur Rückzahlung des Darlehenskapitals verpflichtet gewesen.
Er hat aber auch klargestellt, dass die Vermutung für die Kausalität einer Haustürsituation nicht allgemein bei einer Zeitspanne von drei Wochen zwischen Hausbesuch und Vertragsschluss entfällt.

### Kein Widerrufsrecht für den Immobilienkaufvertrag nach dem HWiG
Die Widerrufsmöglichkeiten für einen (Immobilien-)Kaufvertrag richteten sich von jeher nach dem HWiG. Nach § 1 Abs. 2 Nr. 3 HWiG bestand kein Widerrufsrecht, wenn die Willenserklärung von einem Notar beurkundet worden war. Immobilienkaufverträge waren regelmäßig notariell beurkundet und damit nach dem HWiG nicht widerrufbar.
Der EuGH hat am 25. Oktober 2005 entschieden, dass die Verbraucherkreditrichtlinie 87/102/EWG dem Verbraucher kein Recht zum Widerruf des Immobilienkaufvertrages verleihe, auch wenn dieser Bestandteil des kreditfinanzierten Kapitalanlagemodelles ist. Die Richtlinie solle den Verbraucher zwar vor den Gefahren schützen, die sich insbesondere aus einem Vertragsabschlusses während eines Besuchs des Gewerbetreibenden beim Verbraucher ergeben, indem sie unter bestimmten Umständen ein Widerrufsrecht verschafft, doch sind Kaufverträge über Immobilien ausdrücklich vom Anwendungsbereich der Richtlinie ausgeschlossen. Der EuGH stellte jedoch andererseits auch fest, dass in Fällen, in denen der Verbraucher nicht über sein Recht zum Widerruf des Darlehensvertrages belehrt wurde, das Kreditinstitut die mit den fraglichen Kapitalanlagen verbundenen Risiken zu tragen hat. Welche Auswirkungen diese Entscheidung auf die Rechtspraxis haben wird, ist noch offen.

### Erleichterte Schadensersatzansprüche wegen Aufklärungsverschulden der Banken
Nicht selten haben die Vermittler die Anleger über die Werthaltigkeit der Immobilie durch unrichtige Angaben vorsätzlich getäuscht. Hierin liegt regelmäßig eine schwere Verletzung vorvertraglicher Aufklärungspflichten. Die Bank muss sich das Verschulden der Vermittler, obwohl es sich nicht um ihre Mitarbeiter handelt, entgegenhalten lassen, wenn Kredit- und Erwerbsvertrag miteinander verbunden sind und der Erwerbsvertrag deshalb unwirksam ist. Ein derartiges verbundenes Geschäft nach § 9 VerbKredG (für bis zum 31. Dezember 2001 geschlossene Verträge) bzw. § 358 des BGB (ab dem 1. Januar 2002) liegt allerdings nur vor, wenn der Kreditvertrag nicht von der Sicherung durch ein Grundpfandrecht abhängig gemacht und zu für grundpfandrechtlich abgesicherte Kredite und deren Zwischenfinanzierung üblichen Bedingungen gewährt wird (§ 3 Abs. 2 Nr. 2 VerbrKrG). Die seit dem 1. Januar 2002 geltende Regelung des § 358 BGB nimmt eine derart strenge Abgrenzung nicht mehr vor, sondern bejaht eine wirtschaftliche Einheit zwischen Erwerbesvertrag und Darlehensvertrag u. a. auch dann, wenn der Darlehensgeber, also die Bank, das Erwerbsgeschäft in erheblichem Umfang fördert (§ 358 Abs. 3 Satz 3 BGB).
Soweit nach dem bis zum 31. Dezember 2001 geltenden Recht ein verbundenes Geschäft nach § 9 VerbrKrG nicht vorlag, ist die Bank gegenüber dem Darlehensnehmer dennoch zum Schadensersatz verpflichtet, wenn sie hinsichtlich für die Erwerbsentscheidung erheblicher Tatsachen einen Wissensvorsprung besaß. Soweit sie mit einem arglistig täuschenden Verkäufer oder Vertreiber des finanzierten Objektes „institutionalisiert“ zusammengewirkt hat und der Vermittler oder Verkäufer gegenüber dem Kunden offensichtlich unrichtige Angaben gemacht hat, wird vermutet, dass die Bank von diesen unrichtigen Angaben Kenntnis hatte. Ihr bleibt aber die Möglichkeit, ihre Unkenntnis von den falschen Angaben zu beweisen.

### Verjährungsproblematik
Hinsichtlich der von den Banken und Bausparkassen in zahlreichen Prozessen regelmäßig eingewandten Einrede der Verjährung war lange umstritten, ob die seit der Schuldrechtsreform einschlägige dreijährige regelmäßige Verjährungsfrist ab dem 1. Januar 2002 kenntnisunabhängig zu laufen begonnen hatte und somit mit Ablauf des 31. Dezember 2004 Verjährung eingetreten war (wofür der Wortlaut der Überleitungsvorschrift des Art. 229 § 6 Abs. 4 Satz 1 EGBGB zu sprechen schien) oder ob die 3-Jahres-Frist erst nach Kenntniserlangung vom Anspruch bzw. grob fahrlässiger Nichtkenntnis zu laufen beginnt (der § 199 Abs. 1 Nr. 2 BGB n.F. also hinzuzulesen ist). Der BGH hat mit Urteil vom 23. Januar 2007 sich der letzteren verbraucherfreundlichen Auffassung angeschlossen und damit die bisherige überwiegende Meinung bestätigt. Mit Urteil vom 27. Mai 2008 hat der Bundesgerichtshof zudem näher ausgeführt, wann von einer Anspruchskenntnis i. S. v. § 199 BGB ausgegangen werden kann.
Alle Fälle mit Beratungen vor dem 1. Januar 2002 dürften zwischenzeitlich seit Jahresbeginn 2012 verjährt sein, da die kenntnisunabhängige zehnjährige Verjährung eingreift. Bei jüngeren Fällen ist zu beachten, dass die kenntnisunabhängige Verjährung taggenau zehn Jahre nach der Falschberatung eintritt, nicht etwa zum Jahresende zu laufen beginnt.

### Unwirksame Vertretung
Beim Beitritt zu Fondsgesellschaften war in vielen Fällen die Vollmacht, die typischerweise den sog. Treuhändern zum Abschluss der Verträge erteilt wurde, wegen Verstoßes gegen das Rechtsberatungsgesetz nichtig. Die Treuhänder hatten auf Grund dieser Vollmachten Darlehensverträge für die Gesellschafter abgeschlossen oder für die Gesellschafter ein Schuldanerkenntnis abgegeben. Eine wirksame Vertretung des Anlegers bei Abschluss des Darlehensvertrages kam dann nur in Betracht, wenn die Bank auf den Rechtsschein einer wirksamen notariellen Ausfertigung, die dem Original gleichgestellt ist, die ihr vorgelegt wurde, vertrauen durfte. Auch wenn diese Erklärungen nichtig waren, können nach der neueren Rechtsprechung des Bundesgerichtshofs die Gesellschafter einer Gesellschaft bürgerlichen Rechts allerdings entsprechend der Vorschrift des § 128 HGB grundsätzlich für die Verpflichtungen der Fondsgesellschaft in Anspruch genommen werden, auch wenn sie sich nicht wirksam persönlich zur Darlehensrückzahlung verpflichtet haben. Auch ist dem Anleger die Berufung auf die fehlende Vertretungsmacht des Treuhänders dann verwehrt, wenn er sich bei seinem Beitritt zur Fondsgesellschaft verpflichtet hatte, sich der sofortigen Vollstreckung wegen seines persönlichen Haftungsbetrages der sofortigen Zwangsvollstreckung in sein persönliches Vermögen zu unterwerfen.

## Wichtige Entscheidungen
- EuGH vom 12. Dezember 2001 – Rs. C-481/99, „Heininger“.
- Vorlagebeschluss des OLG Bremen vom 27. Mai 2004, Az. 2 U 20/02, NJW 2004, 2238.
- BGH, Urteil vom 14. Juni 2004, Az. II ZR 395/01; Volltext = NJW 2004, 2731.
- In Abkehr zur bisherigen Rechtsprechung: BGH, Urteil vom 12. Dezember 2005, Az. II ZR 327/04; Volltext.
- „Finanzierung von Schrottimmobilien nach wie vor nicht frei widerrufbar“ – LG München I, Urteil vom 31. Januar 2006, Az.: 28 O 19301/02 → Pressemitteilung des LG München I vom 17. Februar 2006.
- EuGH, Urteil vom 25. Oktober 2005, C 350/03, „Schulte ./. Badenia“
- EuGH, Urteil vom 25. Oktober 2005, C 229/04, „Crailsheimer Volksbank“
- OLG Bremen, Urteil vom 2. März 2006 zur Umsetzung der Vorgaben des EuGH.
- BGH Urteil vom 14. Februar 2006, Az. XI RZ 255/04; Volltext.
- BGH, Versäumnisurteil vom 15. Februar 2005 (PDF; 51 kB), Az. XI ZR 396/03; Volltext, betreffend Gesellschafterhaftung siehe Betrachtung und Referat WM-Kreditrechtstagung.
- BGH Urteile des XI. Zivilsenates vom 25. April 2006, siehe dazu die Pressemitteilung Nr. 62/2006.
- BGH, Urteil vom 25. April 2006 (PDF; 141 kB), Az. XI ZR 193/04; Volltext.
- BGH, Urteil vom 9. Mai 2006, Az. XI ZR 119/05; Volltext – Aufhebung Kausalzusammenhang.
- BGH, Urteil vom 16. Mai 2006, XI ZR 6/04   siehe dazu die Pressemitteilung Nr. 77/2006 (PDF)
- Pressemitteilung vom 14. Juli 2006 des OLG Karlsruhe zu Urteilen vom 21. Juni 2006, Az.15 U 50/02 und 15 U 64/04. Der Volltext der Entscheidungen ist am Ende der Pressemitteilung abrufbar.
- Pressemitteilung des BGH zum Urteil vom 20. März 2007 Az. XI ZR 414/04.
- BGH, Urteil vom 26. September 2006, Az. XI ZR 283/03; Volltext.